# SCRAP三太夫
『SCRAP三太夫』（スクラップさんだゆう）は、ゆでたまごによる日本の漫画。

## 概要
『週刊少年ジャンプ』（集英社）1989年24号から40号まで連載。『週刊少年ジャンプ』1988年43号および1989年5・6合併号の2度の読み切りを経て、連載化された。なお、2作の読み切りはそれぞれジャンプ・コミックス1巻と2巻に収録されている。
西暦20XX年の未来を舞台とし、ダメなロボット・三太夫が活躍するストーリー。ロボットが主人公なのは、映画『ロボコップ』が当時流行っていたためであり、モチーフであるという。
ゆでたまごによると「もう一度ギャグ漫画をやりたくて描いた作品」、「三太夫のデザインがなかなか決まらなくて苦労した」と語っている。第1話にてアンケートによる人気投票で2位を獲得するものの、2話以降で一気に下降。ゆでたまご側も何とかしようと思っていたころに同じ『ジャンプ』で連載していた『CYBORGじいちゃんG』に人気が集中し、類似したジャンルの作品として打ち切りが決定。そのままひっそり終わるのも悔しかったため、ゲストキャラとして最終回2話に『キン肉マン』に登場した超人ウォーズマンが登場、その回だけは大人気だったという。
2014年夏に電子書籍化が発表された。

## あらすじ
明治より現代までの柔道の歴史の中で史上最強と言われた柔術家・姿サンタロー。彼は、その余りの強さと幾多の技を持ちながら、後を受け継ぐ弟子がいなかった。そこで彼は自らの全ての技と柔道着を、自らが常に背負っているバケツに封印して後の世に残すことを考え、実行した後は安心し70年の生涯を終え、永い眠りについた。
サンタローが没して180年経った西暦20XX年、バケツはロボットの頭部として未来の世界に甦る。正義のダメロボット・スクラップ三太夫の誕生である。三太夫は、サンタローの奥義を使いこなし、正義のロボットとして悪と闘ってゆく。

## 登場人物

### ロボット警備隊
三太夫（）
主人公。東京我楽多（がらくた）シティにあるロボット警備隊基地（通称ROK）でロボット警官（ポリス）として働く巡査。ランクはS（スクラップ）級ロボット。普通のロボットは「優秀ロボットの素」と呼ばれる金属のブロックから作られるのだが、三太夫の場合はその時たまたま優秀ロボットの素が品切れになっていたため、焦った瑳川の指示によりその場にあった粗大ゴミを素材にしてボディが作られた。それでも頭部が足りずボディの制御が利かなかったため、工場の近所のレトロ屋で安売りされていたサンタローのバケツを間に合わせで頭部に使用し、顔をマジックで描き込むことでロボット・三太夫として誕生したという経緯を持つ。「三太夫」の名前は完成直後に自ら名乗った物で、「-でゴワス」という鹿児島弁調の言葉遣いをする。粗大ゴミが材料のためか普段はドジで臆病でダメなロボットだが、常に周りを思いやる優しい心を持ち、瑳川やマイケルを感服させたこともあった。ちょっとスケベで下品なところがあり、テレビヒーローの「サイバー刑事」に憧れるなどミーハーな一面もある。悪に対して正義の炎を燃やす時、頭のバケツから柔道着（ボロジャケット）が飛び出し、それを纏うことによりサンタローの奥義の数々が使える（このギミックは第3話の扉において、怒りの感情によって体内のタンクに充満した屁の圧力によるものと説明されている）。またこの柔道着は見た目は汚いボロボロの道着だが、ジョロリーンの塩酸シャワーを防ぐなどかなりの強度を持っている。紙に書かれたことを食べることで物事を頭脳にインプットするという変わった機能を持つほか、柔道着を着ていない時は尻からのウンコマシンガンや股間からのジェット小便など下品な技を使うことがある。情報収集ロボットのアレンや看護ロボットのリリーと仲が良い。得意技は二本背負い投げ。
本作中のロボットたちは人間と同じように飲食を行っているが、エネルギー源については不明。またロボ警官たちは皆飛行のための翼を内蔵しているが、三太夫は200歩走らないと翼が作動しない。
連載版と読み切り版ではデザインが異なり、連載版は胸に「三」の字を象ったモニターがつき、配色も赤やオレンジをベースにしたカラフルな物になっている。
『キン肉マンII世〜オール超人大進撃〜』では、「愛知世界びっくり博覧会」にて未来型ロボットとして登場している。

瑳川鉄郎（）
ROK我楽多シティ支部の隊長で当支部では唯一の人間。三太夫を生み出した張本人。ROKのロボ警官たちの父親代わりでもあり、多少口うるさいが深い愛情を以て彼らを見守っている。幼い頃に祖母からもらった熊のぬいぐるみ・プクプクちゃんを安眠に欠かせない物として大切にしているが、そのプクプクちゃんをクッションにして三太夫のピンチを救うなど、部下のことは何よりも大切に思っている。

ヘーシンク
A級ライセンス射撃ロボット。両肩後ろの2箇所のホルスターに拳銃を納めており、そこから拳銃を抜いての早撃ちの技能はROKでもトップクラス。ROK横浜支部・中山隊長の葬儀の際には瑳川と三太夫を仲よくさせようと、自身の志願で中山の棺に入ったロボ警官・アポロンの行動を利用し、マイケルと共謀してROKの風習だという「埴輪ロボットの掟」を吹き込んだこともあった。

リリー
A級ライセンス看護ロボット。女性型で、本作のヒロイン的な存在。胸のカバーを開きジェット水流を出せる。裁判によりスクラップにされそうな三太夫を気遣うなど心優しい性格で、三太夫を「三ちゃん」と呼ぶ。三太夫とデートしたり手作りの帯を贈るなど、三太夫には好意を寄せている模様。

アレン
B級ライセンス情報収集ロボット。透明なドーム状の巨大な頭脳を持つ。頭も良く、真面目な性格だが、臆病で気弱な所がある。戦闘能力は低い。三太夫より先に登場しているが、三太夫を「先輩」と呼び慕っている。

留棲架（）
C級ライセンス暴動鎮圧ロボット。カバのような姿をしており、褌を締めている。素の話し方は名古屋弁が入っている。階級は巡査。

マイケル
A級ライセンスロボット。ROKニューヨーク支部の警官。モチーフはマイケル・ジャクソン。ニューヨーク仕込みの捜査・戦闘能力を伝授するため日本へやってきた。体に嘘発見器や不審物発見アンテナなどを装備し、地面を掘削する「鑿岩ブレイクダンス」なる技も持つ。「犯罪者は絶対に許すべきでなく、罪の重い軽いにかかわらず容赦はしてはならない」という信念の持ち主だが、その信念は時として冷酷な振る舞いにつながることもあり、テッキチの件で三太夫に「警察の役目は罪を裁くだけではない、罪を犯した者が更生できるよう支え見守るのも役目の一つ」と諭され考えを改める。普段は軽い性格だが、S級ロボット裁判会編においては「優しい心があっても任務を果たす能力がなければ意味がない」と語るなど、ロボットたちに関してはかなりシビアな目で見ている節がある。

バトルマン
最終2話で登場。ROK東京港シティ支部の警官で、ボロ布を纏った飲んだくれのダメロボットだが、その正体は『キン肉マン』に登場した正義超人・ウォーズマン。本来ならキン肉マン達と共に宇宙の無人惑星に超人居住区を建設するために旅立つはずで、何度もその誘いを受けたが、ロボットでも超人でもないロボ超人であるウォーズマンは、完全なる超人であるキン肉マン達と一緒にやっていく自信がないとして、それを断り地球に留まった。友が遠くへ旅立ったウォーズマンは、地球では親しくしてくれる友もなく一人寂しく未来の世界に生きていた。孤独と絶望の中死に場所を求めてROKに行き着いていたが、過去の超人仲間たちとの絆の証であるキン肉マンのチャンピオンベルトが缶ヘッドに盗まれたのを機に奮闘し、最後は超人博物館に展示されていたベアー・クローを身に付け、三太夫との合わせ技でスクリュー・ドライバーを披露し、缶ヘッドを倒した。
『キン肉マンII世』のウォーズマンの設定とは異なる。

### 作中登場のロボット
ミスター・スイ・ハーン
炊飯釜の頭を持つロボット魔術師。各地の動物園から動物を誘拐してペイントし、自分のサーカスで珍しい動物として客に見せていた。かつてはある家庭の炊飯釜だったが、炊いたご飯をたびたび2匹の犬と猫に盗み食いされ、ご飯がなくなったことで家族から暴行を受けた挙げ句、役立たずとみなされ粗大ゴミとして捨てられた過去を持つ。そしてその怨念から周りの粗大ゴミと合体し、ロボット「スイ・ハーン」として生まれ変わった。こうして復讐心の塊となった彼は、誘拐した動物に力づくで芸を仕込みこき使うことで恨みを晴らしていた。頭から「炊きたてライス爆弾（おにぎり）」を出して攻撃できる。三太夫の必殺技・二本背負いにより敗れる。

ナベローン
前科99犯の凶悪ロボット。「ナベ」という語尾が特徴。鍋のようなボディを持ち、この中に物を閉じ込めることができる。ロボット警備隊基地 (ROK) を襲撃し、独自に得た情報で基地が有事に備えて巨大ロボット兵器に変形できることを突き止め、これを使って破壊の限りを尽くそうとした。謀略により三太夫の柔道着を奪ってボディの中に納め、基地を乗っ取り好き放題に暴れるも、最後はアレンに笑わせてもらい「怒りのパワーで飛び出した柔道着を吸い寄せる」ことで取り戻した三太夫に敗れ去る。

ジョロリーン
脱獄囚ロボット。上半身がじょうろのような形で両手が刃になっている。じょうろの口から出す塩酸シャワーが武器で、女性を人質に取り逃走を図った。向かってくるアレンをいたぶるも、懸命に立ち向かうアレンの姿を見て「本当のかっこよさ」に目覚め正義の怒りを爆発させた三太夫に敗れる。

テッキチ
天才泥棒と言われた投げ縄使いのロボット。狙った物は必ず投げ縄で頂戴するという凄腕だったがROKに逮捕され、刑務所に服役。服役中に看守係だった三太夫と親しくなり、出所後は真面目に公園掃除をして働く。もう一度投げ縄を使えば死刑になる身だったが、高層マンションの火事で逃げ遅れた子供を救うために死を覚悟で投げ縄を使うも、母親に感謝される姿を見たマイケルに見逃される。

サユリちゃん
地上げ屋の匕首産業が所有するヤクザロボットで、可愛らしい名前とは裏腹に両肩に桜の入れ墨、両手にボクシンググローブ、腹巻には匕首を挿した凶悪な容姿と性格をしている。三太夫たちがマイケルの歓迎会のために訪れた寿司屋・鋼鉄寿司を脅迫し立ち退きを迫っていたが、怒りを爆発させた三太夫の「怒濤波巴投げ」で撃破された。

アイアン軍団
S級ロボット裁判会編に登場。ROK東京港シティ支部所属のロボ・ザ・トースター、大阪支部所属の羅修彎（ラシュワン）、広島支部所属のヤ・カーンの3体。トースターは頭からバネ仕掛けのトーストを撃ち出す「焼きたてトーストトマホーク」なる技を持つ。ヤ・カーンは薬缶の形をした頭部を持ち褌を締め、女言葉を話すおかまロボット。羅修彎はサイを思わせる姿で分厚い鎧のような装甲を持ち、なぜか股間に男根があり、関西弁を話す。3体とも能力自体は優秀だが冷酷かつ凶暴な性格で、特にトースターは技能試験中のアクシデントで負傷した羅修彎を「足手まといになるから」とヤ・カーンと共謀してあっさり見捨て、破壊されたボディの組み立て試験ではボディ全体を支える中枢ボルトを羅修彎から奪うなど非道な行為に走った。この行為で残る2体は三太夫の怒りを買い、2体まとめて柔道技で粉砕された。なお羅修彎は、ヤ・カーンともども読切版にも登場しているが、読切版では羅修彎は三太夫らと同一の支部に所属しB級ライセンスを所持しており、ヤ・カーンは窃盗犯ロボットとなっている。

ショーベン・チビリ
サンタローの宿敵ショーベン・タラシの弟子であり、サンボ殺法を使うサンボニスト・ロボ。霊体であるタラシがロボット工場に潜入して製作した物で、自身の愛用していた西洋便器を頭部に使用し、ボディを戦車の砲台・地雷・ミサイル・戦闘機の部品などの兵器を中心とした攻撃的な部品で構成している。鋭い牙の並んだ大きな口を持つ凶悪な顔つきで、好戦的な性格。タラシの命を受け三太夫に挑む。三太夫のように頭から柔道着（サンボの胴着）を出し、それを纏うことによりサンボの技を使いこなす。リリーを人質に取ることによって三太夫に勝負を受けさせ、武道館で柔術の勝負を繰り広げ、二本背負いを破るなど善戦するも、最後にはリリーが見せた海の写真をヒントに新技「波しぶき岩砕き投げ」を編み出した三太夫に敗北する。地獄風車という必殺技を持っている。

ボクサマン
強烈なパンチを売り物にするノックアウト強盗ロボット。瑳川に逮捕され、15年間服役し出所。瑳川への恨みを晴らすため、瑳川の命を狙う。頭からボクシンググローブが飛び出し、それを拳に着けることで驚異的な力を引き出す。そのグローブは1920年代のボクシング界を震撼させた「死体製造機」ことチャック・デンプシーの遺品であり、とある科学者によりグローブの力を甦らせるために造り出された。誕生してすぐに生みの親である科学者を殴り殺したほどの凶暴な性格で、その後も気の向くままに強盗を繰り返していた札付きの凶悪ロボットである。両腕を絡ませて放つ「ドリル・ア・ホールパンチ」という必殺技を持ち、これはグローブの持ち主だったデンプシー譲りの技である。瑳川を捕らえて三太夫を「ダウンするたびにロープで吊された瑳川が井戸の中に向かって落ちていく」仕掛けを施したリング上に誘い出して戦いを挑むも、最後は自分のために大切なぬいぐるみ・プクプクちゃんを犠牲にした瑳川の思いに打たれた三太夫の前に敗れる。

缶ヘッド
全身が空き缶で出来たロボット。ゴミ収集所で大量の空き缶が突然変異を起こし生まれた。凶暴な性格で、窃盗や強盗を生業としており、超人博物館からキン肉マンの格闘技チャンピオンベルトを盗み出した。20人ものガードマンロボを一撃で殺傷する腕前を持つ。その後もう一つの超人タッグのチャンピオンベルトも奪おうと再度博物館を襲うが、最後にはバトルマンことウォーズマンと三太夫の合体技・二本背負いスクリュー・ドライバーでボディを粉砕され敗れ去った。

### その他
姿サンタロー（）
明治より現代まで敵は無しとうたわれた最強の柔術家。自らの柔道着と奥義の数々を愛用のバケツに封印した。70歳で死した後は幽霊となってバケツに憑り付いており、自らの技を受け継ぐ者である三太夫を見守り、時には助言を与える。その姿は三太夫にしか見えない。

鉄槌管司（）
ロボット清掃局の局長。人間。欠陥ロボットとみなした三太夫および留棲架をスクラップにするためロボットミンチ工場に連行する。ロボット裁判会を行い、三太夫を始めとしたS級ロボットたちを技能試験にかけて試し、生き残れれば元の地位に戻すと宣言した。左目に眼帯をしている。

ショーベン・タラシ
サンタローが生きていた頃、ロシア（ソ連）からサンタローに挑んできたサンボの達人。常に背中に西洋便器を背負っていて、サンボの技で敵を倒した後、必ずその便器で小便をするという変わった癖の持ち主。サンタローに敗れた後、故郷のロシアに帰り、猛修行の末二本背負い破りを会得し日本へ再び渡るが、既にサンタローは70年の生涯を終えた後だった。自らの死後、霊となったタラシは異種格闘技戦の決着をつけるため、三太夫のように自らの技を西洋便器に封じ、それを基に造り出したロボットを「ショーベン・チビリ」と名付け、三太夫に挑ませる。

## ライセンス
ロボットが身につける、優秀さを示すベルト。レベルに応じてA・B・Cの3つのランクがある。
- A級：スピード・パワー・知能とも完璧なロボットが取得できる。作中ではヘーシンクとリリー、マイケルが所持。
- B級：なかなか優秀とみなされるロボットが取得。作中ではアレンが所持。
- C級：ロボットとして最小限必要な能力を持つ者が取得。作中では留棲架が所持。

ほかに最低のS級（スクラップ級）があり、三太夫はこれである。これはドジばかり踏んでいたり能力は優秀でも凶暴性が高かったりするロボットに与えられるもので、いわば仮免許のようなものである。S級ロボットは半年に一度のロボット清掃局の裁定により欠陥品としてロボット裁判会にかけられることがある（留棲架はC級であるが三太夫と共に裁判会にかけられた）。ロボット裁判会ではこうした欠陥品たちの潜在能力を試す技能試験が行われ、生き残れたロボットは元の地位に戻ることができる。作中に於ける技能試験の内容は以下の通り。
- 巨大なメカジョーズの口に向かって流れるベルトコンベアの上を走り、コンベアの反対側の端まで走りきれればクリア。コンベアの流れに抗しきれなかったロボットはメカジョーズに食われ、解体の上様々な電化製品にリサイクルされる。
- 標的メカの3箇所の的を射撃で正確に射抜く。的を外したり時間がかかりすぎると標的メカからのマシンガン攻撃で粉砕される。
- 巨大な天突きのような道具でロボットたちのボディをバラバラに破壊した後1体分ずつ各種工具を用意した作業台に配置し、制限時間内に壊されたボディを自力で修復できるかを試す。制限時間を過ぎると作業台が自動で爆破されるほか、組み立てが済んだらゴールに続く「魔の階段」を駆け上らなければならない。もし組み立てに不備があれば、階段を上る際の振動や衝撃で分解してしまうおそれがある。

## 単行本
- ゆでたまご『SCRAP三太夫』 集英社 《ジャンプ・コミックス》、全2巻
  1. （1991年1月15日） ISBN 4-08-871605-1
  2. （1991年3月15日） ISBN 4-08-871606-X
- ゆでたまご『闘将!!ゆでたまご』集英社、2004年9月13日、ISBN 978-4-08-106729-9
第16話と最終話を収録。

## 人形
キン肉マン消しゴム同様に、三太夫の消しゴムがユタカ（現・プレックス）からガシャポンで発売された。全9種。種類は以下の通り。
1. 三太夫
2. リリー
3. ヘーシンク
4. アレン
5. 瑳川隊長
6. 姿サンタロー
7. ヤ・カーン
8. スモウ・ロボ
9. 羅修彎（ラシュワン）